# NGC 3259
NGC 3259 é uma galáxia espiral barrada (SBbc) localizada na direcção da constelação de Ursa Major. Possui uma declinação de +65° 02' 28" e uma ascensão recta de 10 horas, 32 minutos e 34,5 segundos.
A galáxia NGC 3259 foi descoberta em 3 de Abril de 1791 por William Herschel.